# Wohnsiedlung Stiglen
Die Wohnsiedlung Stiglen ist eine kommunale Wohnsiedlung der Stadt Zürich in Seebach. Sie entstand Anfang der 2000er-Jahre an der Birchstrasse nahe dem Autobahnanschluss «Zürich Seebach» der Autobahn A1.

## Lage
Die Überbauung liegt nahe der nördlichen Stadtgrenze, dahinter liegt die Sportanlage Eichrain. Über die Bushaltestelle «Birch-/Glatttalstrasse» ist die Siedlung an den öffentlichen Verkehr angeschlossen. Gegen die als Autobahnzubringer dienende Birchstrasse ist sie durch eine Lärmschutzwand geschützt.

## Geschichte
Die Stadt vergab den Auftrag zum Bau der Siedlung als Gesamtleistungswettbewerb, in dem Arbeitsgemeinschaften sowohl Planung wie auch Bau der Siedlung zu einem verbindlichen Gesamtpreis anbieten mussten. Dadurch sollte die Gestehungskosten für die Siedlung gesenkt werden.

## Architektur
Die sechs Mehrfamilienhäuser mit Flachdach sind in zwei Zeilen parallel zur Stiglenstrasse angeordnet, dazwischen liegt die Tiefgarage für 68 Autos. Die Häuser sind mit drei bis fünf Geschossen ausgeführt, wobei auf jedem Obergeschoss drei Wohnungen angeordnet sind. Die ganze Siedlung bietet 70 Wohnungen in der Grösse von 2- bis 5 ½ Zimmern an. Etwas mehr als die Hälfte sind Familienwohnungen mit 4 ½ und 5 ½ Zimmern.